# Todiramphus albonotatus
Todiramphus albonotatus là một loài chim trong họ Alcedinidae.